# Ray Fearon
Raymond „Ray” Fearon (ur. 1 czerwca 1967 w Londynie) – brytyjski aktor. Wystąpił w roli mechanika garażowego Nathana Hardinga w operze mydlanej ITV Coronation Street (2005−2006) i użyczył głosu centaurowi Firenzo w filmie Harry Potter i Kamień Filozoficzny (2001) i Harry Potter i Komnata Tajemnic (2002).

## Życiorys

### Wczesne lata
Urodził się w Londynie jako syn Jamajczyków Anne i Davida Fearonów, którzy przybyli do Anglii w latach 50. XX wieku. Jego ojciec układał kable telefoniczne dla Urzędu Pocztowego. Dorastał w Harlesden jako jeden z ośmiorga rodzeństwa, w tym z bratem Lawrence’em. Początkowo chciał zostać tenisistą, grał w juniorskich kręgach zawodowych w hrabstwie Middlesex, ale ostatecznie wybrał aktorstwo. Uczestniczył w warsztatach teatralnych w Stonebridge. Wraz z grupą teatralną występował w sztukach w dzielnicy Brent. Studiował w Rose Bruford College of Speech and Drama w Sidcup.

### Kariera
W wieku 17 lat dołączył do Royal Court Youth Theatre. Występował w teatrach: Everyman w Liverpoolu, Kontaktowym w Manchesterze; Manchester Royal Exchange, Oksford Playhouse, Barn w Kent, Almeida, Tygiel w Sheffield, Magazyn Donmar, Królewskich Teatrach Szekspirowskich w Stratford i  Narodowym. Był związany z Royal Shakespeare Company, gdzie występował w Kupcu weneckim (1993) jako Książę marokański, Troilusie i Kresydzie (1996) jako Parys, Juliuszu Cezarze (2012) jako Marek Antoniusz i Hekubie Eurypidesa (2015) w roli Agamemnona. Jego Romeo Monteki w Romeo i Julii został opisany przez Roberta Gore-Langtona w „Daily Express” jako „odważny, pełnokrwisty, impulsywny”. W 1999 został pierwszym aktorem pochodzenia afrykańskiego, który zagrał tytułową rolę w Otellu na scenie Royal Shakespeare Company, odkąd amerykański aktor zagrał tę rolę w 1959. W 2002 otrzymał dobre recenzje za rolę Peryklesa w sztuce Perykles, książę Tyru.
W 2006 wziął udział w programie Strictly Come Dancing i został wyeliminowany w szóstym tygodniu.
W 2016 na West Endzie zagrał tytułową rolę w tragedii Williama Shakespeare’a Makbet.

## Życie prywatne
Od listopada 2006 do kwietnia 2007 był związany z modelką Elle Macpherson. Ze związku z Jane Gurnett ma córkę Rosa May.

## Filmografia

### Filmy
- 1996: Hamlet jako Francisco
- 1999: Potajemny ślub (The Clandestine Marriage) jako Brush
- 2000: Opowieść wigilijna (TV) jako Jakub Marley
- 2001: Harry Potter i Kamień Filozoficzny jako Firenzo (głos / efekty wokalne)
- 2002: Poza wszelkimi regułami (Outside the Rules)
- 2002: Harry Potter i Komnata Tajemnic jako Firenzo (efekty wokalne)
- 2017: Piękna i Bestia jako Père Robert
- 2018: Fantastyczne zwierzęta: Zbrodnie Grindelwalda jako major Tony Suffolk
- 2022: Fantastyczne zwierzęta: Tajemnice Dumbledore’a jako Fawkes (efekty wokalne)

### Seriale
- 1995: Główny podejrzany jako Mark Whitehouse
- 1997: The Bill jako Foley Marsh
- 1997: Band of Gold jako Paul
- 2001: EastEnders jako Lennie
- 2002: As If jako Riggs
- 2002: The Bill jako Paul Sharpe
- 2003: Mroczne materie (His Dark Materials, BBC Radio 4 Dramatisation) jako Balthamos / narrator
- 2003: Inspektor Eddie (Keen Eddie) jako Georgie Pendergast
- 2003: Budząc zmarłych (Waking the Dead) jako 	Miles Patterson
- 2003: Lekarze (Doctors) jako PC Vernon Samuels
- 2003: W poszukiwaniu Szekspira (In Search of Shakespeare)
- 2008: Lekarze (Doctors) jako Malcolm Tumelo
- 2005−2006: Coronation Street jako Nathan Harding
- 2006: Strictly Come Dancing w roli samego siebie
- 2014: Demony da Vinci (Da Vinci Demons) jako Carlo de’ Medici
- 2019: Współczesna dziewczyna (Fleabag) jako gorący mizoginista
- 2020: Czerwony karzeł (Red Dwarf) jako Rodon